# Jan Jiří III. Saský
Jan Jiří III. Saský (20. června 1647 Drážďany – 12. září 1691 Tübingen) byl příslušník dynastie Wettinů, saský kurfiřt v letech 1680–1691.

## Biografie

### Původ, mládí
Narodil se jako nejmladší dítě a jediný syn ze tří potomků saského kurfiřta Jana Jiřího II. a jeho manželky Magdalény Sibyly Braniborsko-Bayreuthské.
Od útlého dětství byl vychováván k tomu, že bude následníkem svého otce, jeho výchova byla tedy velmi přísná a důkladná, od znalosti jazyků ke zvládnutí techniky budování pevností. Vychováván byl v luteránské víře.

### Saský kurfiřt
Na saský trůn nastoupil po smrti svého otce v roce 1680. Byl rovněž jmenován maršálem Svaté říše římské a pro svou odvahu a smělost v bitvách byl znám jako „Saský Mars“.
Povahově byl velmi podobný svému otci, kurfiřtovi Janu Jiřímu II.: stejně jako on měl sklony k umění, především k italské hudbě a divadlu. Roku 1685 se Jan Jiří seznámil s operní zpěvačkou Margaritou Salicola, jež se záhy stala jeho milenkou; vztah s ní byl zcela otevřený a veřejný. Jejich vztah měl významné důsledky pro saské divadlo, které opustilo tradici kastrátů a přiklonilo se k tzv. primadonám (v italštině la prima donna znamená první žena). Na druhé straně byl přijat do Řádu pietistů Philippa Jakoba Spenera, který se stal v roce 1686 Velmistrem Kazatelem.
Kurfiřtství v té době stále ještě trpělo následky a oslabením po třicetileté válce. V roce 1685 byly Drážďany zcela zničeny obrovským požárem; čtyři roky nato, roku 1689, mělo město 21 300 obyvatel a země upadala. Později pověřil Wolfa Caspara de Klengela a Balthasara Permosera k rekonstrukci Drážďan v barokním stylu podle módy té doby.
Kromě umění však Jan Jiří projevoval velký zájem a schopnosti vojenské a byl talentovaným vojevůdcem. Již jako kurprinc se účastnil v letech 1673–1678 ve vojenských akcích proti Francii v Nizozemí a velel jednotkám o síle 6 500 mužů při rýnském tažení. Když převzal vládu, vybudoval stálou saskou armádu: rozpustil svou Královskou gardu a vytvořil nové vojsko o 12 000 mužů podle braniborského modelu. Válečné úřady (Kriegskanzlei) byly používány jako špionážní služba. K získávání rekrutů, resp. k zavázání se ke službě v armádě bylo používáno značně nevybíravých metod.

### Zahraniční politika
V zahraniční politice byl mladý kurfiřt méně zdatný nežli jeho otec. Došlo k ochladnutí vztahů s francouzskou korunou, neboť se roku 1681 se spojil s Braniborskem a dalšími německými knížectvími do opozice vůči Francii proti francouzské politice v Říši. Na druhé straně zesílil spojenectví s císařem Leopoldem I., jehož vojensky podpořil za války s Turky; na čele desetitisícového saského vojska se účastnil bitvy o Vídeň v roce 1683 (ovšem až poté, co mu císař zaplatil obrovskou sumu 300 000 tolarů; k tomu ovšem vedly kritiky, jichž se Janu Jiřímu dostalo kvůli tomu, že státní pokladna by nemohla unést nadměrné výdaje spojené s touto akcí, na niž se pohlíželo s nelibostí především kvůli císaři, jež tvrdě potlačoval ve svých zemích protestantismus). V této bitvě prokázal mimořádnou osobní odvahu. Polský král Jan III. Sobieski, který se konfliktu rovněž účastnil, o něm řekl: „Saský kurfiřt je člověk cti s velkým srdcem“.Jako luterán zde změnil bojové heslo císařských sil z Maria, pomáhej na Ježíši a Marie, pomáhej. Sasové získali v tureckém táboře zásoby kávy, což mělo za následek otevření prvních kaváren v Drážďanech a v Lipsku.
Jan Jiří doprovázel císaře při oslavách triumfu, jež se po bitvě (11.–12. září) konaly ve Vídni. Již 15. září však se náhle rozhodl navrátit se svými jednotkami do Saska, pravděpodobně z důvodu špatného zacházení, jehož byl terčem. Podle všeho mělo jít o mimořádnou náboženskou diskriminaci, jíž byli protestanti vystaveni ze strany katolíků.
Roku 1684 poskytl za platbu 120 000 tolarů 3 000 mužů Benátské republice ve válce na Peloponéském poloostrově. Při novém tureckém útoku v roce 1685 poslal s nevalnou chutí císaři znovu své oddíly, aniž by žádal platby. Šlo tentokrát o 5 000 mužů pomocných jednotek.
V roce 1688 podpořil císaře Leopolda I. v rámci Augšpurské ligy ve válce proti Francii, třebaže nebyl členem Velké aliance. Z počátku vedl rýnskou armádu, posléze v květnu roku 1690 přijal přes své chatrné zdraví hlavní velení vojenských sil Říše. Avšak zdar jejich konání byl poškozen opozicí vůči Janu Jiřímu ze strany polního maršála Hanse Adama von Schöning a kapitána Eney de Caprara; úspěšná byla pouze bitva u Sendhofenu.

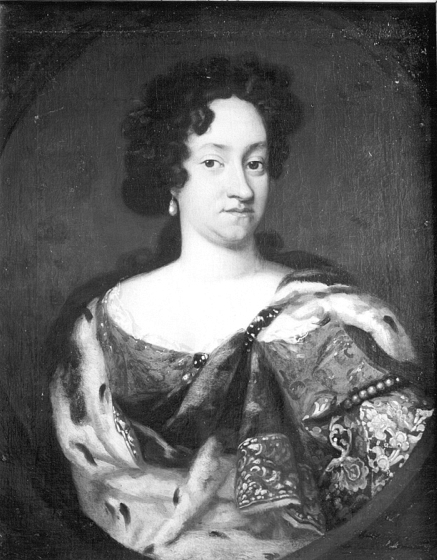
Anna Žofie Dánská, manželka Jana Jiřího III. Saského

Jan Jiří III. Saský zemřel nedlouho poté v Tübingen jako oběť nákazy morem nebo cholerou. Pohřben byl v katedrále sv. Marie ve Freibergu.

### Manželství, potomci
9. října roku 1666, ve svých devatenácti letech, se Jan Jiří v Kodani oženil se stejně starou dánskou princeznou Annou Žofií (1647–1717), nejstarší dcerou dánského krále Frederika III. a jeho manželky Žofie Amálie Brunšvické. Z jejich manželství se narodili dva synové, kteří se oba dožili dospělosti a oba postupně usedli na saský trůn.
- Jan Jiří IV. Saský (18. října 1668 – 27. dubna 1694), saský kurfiřt od roku 1691 až do své smrti, ⚭ 1692 Eleonora Sasko-Eisenašská (13. dubna 1662 – 9. září 1696)
- August II. Silný (12. května 1670 – 1. února 1733), saský kurfiřt, polský král, velkokníže litevský od roku 1797 až do své smrti, ⚭ 1693 Kristýna Eberhardýna Hohenzollernská (19. prosince 1671 – 4. září 1727)

Krom těchto legitimních potomků měl i nemanželského syna ze vztahu se zpěvačkou Margaritou Salicola, jehož otcovství uznal a legitimizoval:
- Jan Jiří Maximilián von Fürstenhoff (1686–1753)

Kromě jiných románků měl v roce 1674 důvěrný vztah s Uršulou Margaretou von Hauwitz, s níž se na jeho příkaz oženil důstojník osobní gardy Rudolf von Neitschütz; dcera Magdalena Sibylla von Neitschütz, jež se v tomto manželství 8. února roku 1674 narodila, byla pravděpodobně dcerou Jana Jiřího. Roku 1687, po jejím příchodu ke dvoru, se do ní zamiloval syn Jana Jiřího III., kurprinc Jan Jiří nevěda, že jde o jeho nevlastní sestru, učinil z ní posléze svou oficiální milenku a zplodil s ní dceru.

## Vývod z předků
|                     |                                          |  |                               |                                  |  |  |  |  |  |  |  | August Saský |
|                     |                                          |  |                               |                                  |  |  |  |  |  |  |  |              |
|                     | Kristián I. Saský                        |  |                               |                                  |  |  |  |  |  |  |  |              |
|                     |                                          |  |                               |                                  |  |  |  |  |  |  |  |              |
|                     |                                          |  |                               | Anna Dánská                      |  |  |  |  |  |  |  |              |
|                     |                                          |  |                               |                                  |  |  |  |  |  |  |  |              |
|                     | Jan Jiří I. Saský                        |  |                               |                                  |  |  |  |  |  |  |  |              |
|                     |                                          |  |                               |                                  |  |  |  |  |  |  |  |              |
|                     |                                          |  |                               | Jan Jiří Braniborský             |  |  |  |  |  |  |  |              |
|                     |                                          |  |                               |                                  |  |  |  |  |  |  |  |              |
|                     | Žofie Braniborská                        |  |                               |                                  |  |  |  |  |  |  |  |              |
|                     |                                          |  |                               |                                  |  |  |  |  |  |  |  |              |
|                     |                                          |  |                               | Sabina Braniborsko-Ansbašská     |  |  |  |  |  |  |  |              |
|                     |                                          |  |                               |                                  |  |  |  |  |  |  |  |              |
|                     | Jan Jiří II. Saský                       |  |                               |                                  |  |  |  |  |  |  |  |              |
|                     |                                          |  |                               |                                  |  |  |  |  |  |  |  |              |
|                     |                                          |  |                               | Albrecht Braniborsko-Ansbašský   |  |  |  |  |  |  |  |              |
|                     |                                          |  |                               |                                  |  |  |  |  |  |  |  |              |
|                     | Albrecht Fridrich Pruský                 |  |                               |                                  |  |  |  |  |  |  |  |              |
|                     |                                          |  |                               |                                  |  |  |  |  |  |  |  |              |
|                     |                                          |  |                               | Anna Marie Brunšvicko-Lüneburská |  |  |  |  |  |  |  |              |
|                     |                                          |  |                               |                                  |  |  |  |  |  |  |  |              |
|                     | Magdalena Sibylla Pruská                 |  |                               |                                  |  |  |  |  |  |  |  |              |
|                     |                                          |  |                               |                                  |  |  |  |  |  |  |  |              |
|                     |                                          |  |                               | Vilém z Jülichu-Kleve-Bergu      |  |  |  |  |  |  |  |              |
|                     |                                          |  |                               |                                  |  |  |  |  |  |  |  |              |
|                     | Marie Eleonora Klevská                   |  |                               |                                  |  |  |  |  |  |  |  |              |
|                     |                                          |  |                               |                                  |  |  |  |  |  |  |  |              |
|                     |                                          |  |                               | Marie Habsburská                 |  |  |  |  |  |  |  |              |
|                     |                                          |  |                               |                                  |  |  |  |  |  |  |  |              |
| Jan Jiří III. Saský |                                          |  |                               |                                  |  |  |  |  |  |  |  |              |
|                     |                                          |  |                               |                                  |  |  |  |  |  |  |  |              |
|                     |                                          |  | Jáchym II. Hektor Braniborský |                                  |  |  |  |  |  |  |  |              |
|                     |                                          |  |                               |                                  |  |  |  |  |  |  |  |              |
|                     | Jan Jiří Braniborsko-Bayreuthský         |  |                               |                                  |  |  |  |  |  |  |  |              |
|                     |                                          |  |                               |                                  |  |  |  |  |  |  |  |              |
|                     |                                          |  |                               | Magdaléna Saská                  |  |  |  |  |  |  |  |              |
|                     |                                          |  |                               |                                  |  |  |  |  |  |  |  |              |
|                     | Kristián Braniborsko-Bayreuthský         |  |                               |                                  |  |  |  |  |  |  |  |              |
|                     |                                          |  |                               |                                  |  |  |  |  |  |  |  |              |
|                     |                                          |  |                               | Jáchym Arnošt Anhaltský          |  |  |  |  |  |  |  |              |
|                     |                                          |  |                               |                                  |  |  |  |  |  |  |  |              |
|                     | Alžběta Anhaltsko-Zerbstská              |  |                               |                                  |  |  |  |  |  |  |  |              |
|                     |                                          |  |                               |                                  |  |  |  |  |  |  |  |              |
|                     |                                          |  |                               | Anežka Barby-Mühlingenská        |  |  |  |  |  |  |  |              |
|                     |                                          |  |                               |                                  |  |  |  |  |  |  |  |              |
|                     | Magdaléna Sibyla Braniborsko-Bayreuthská |  |                               |                                  |  |  |  |  |  |  |  |              |
|                     |                                          |  |                               |                                  |  |  |  |  |  |  |  |              |
|                     |                                          |  |                               | Albrecht Braniborsko-Ansbašský   |  |  |  |  |  |  |  |              |
|                     |                                          |  |                               |                                  |  |  |  |  |  |  |  |              |
|                     | Albrecht Fridrich Pruský                 |  |                               |                                  |  |  |  |  |  |  |  |              |
|                     |                                          |  |                               |                                  |  |  |  |  |  |  |  |              |
|                     |                                          |  |                               | Anna Marie Brunšvicko-Lüneburská |  |  |  |  |  |  |  |              |
|                     |                                          |  |                               |                                  |  |  |  |  |  |  |  |              |
|                     | Marie Pruská                             |  |                               |                                  |  |  |  |  |  |  |  |              |
|                     |                                          |  |                               |                                  |  |  |  |  |  |  |  |              |
|                     |                                          |  |                               | Vilém z Jülich-Cleves-Bergu      |  |  |  |  |  |  |  |              |
|                     |                                          |  |                               |                                  |  |  |  |  |  |  |  |              |
|                     | Marie Eleonora Klevská                   |  |                               |                                  |  |  |  |  |  |  |  |              |
|                     |                                          |  |                               |                                  |  |  |  |  |  |  |  |              |
|                     |                                          |  |                               | Marie Habsburská                 |  |  |  |  |  |  |  |              |
|                     |                                          |  |                               |                                  |  |  |  |  |  |  |  |              |